# Miocardio

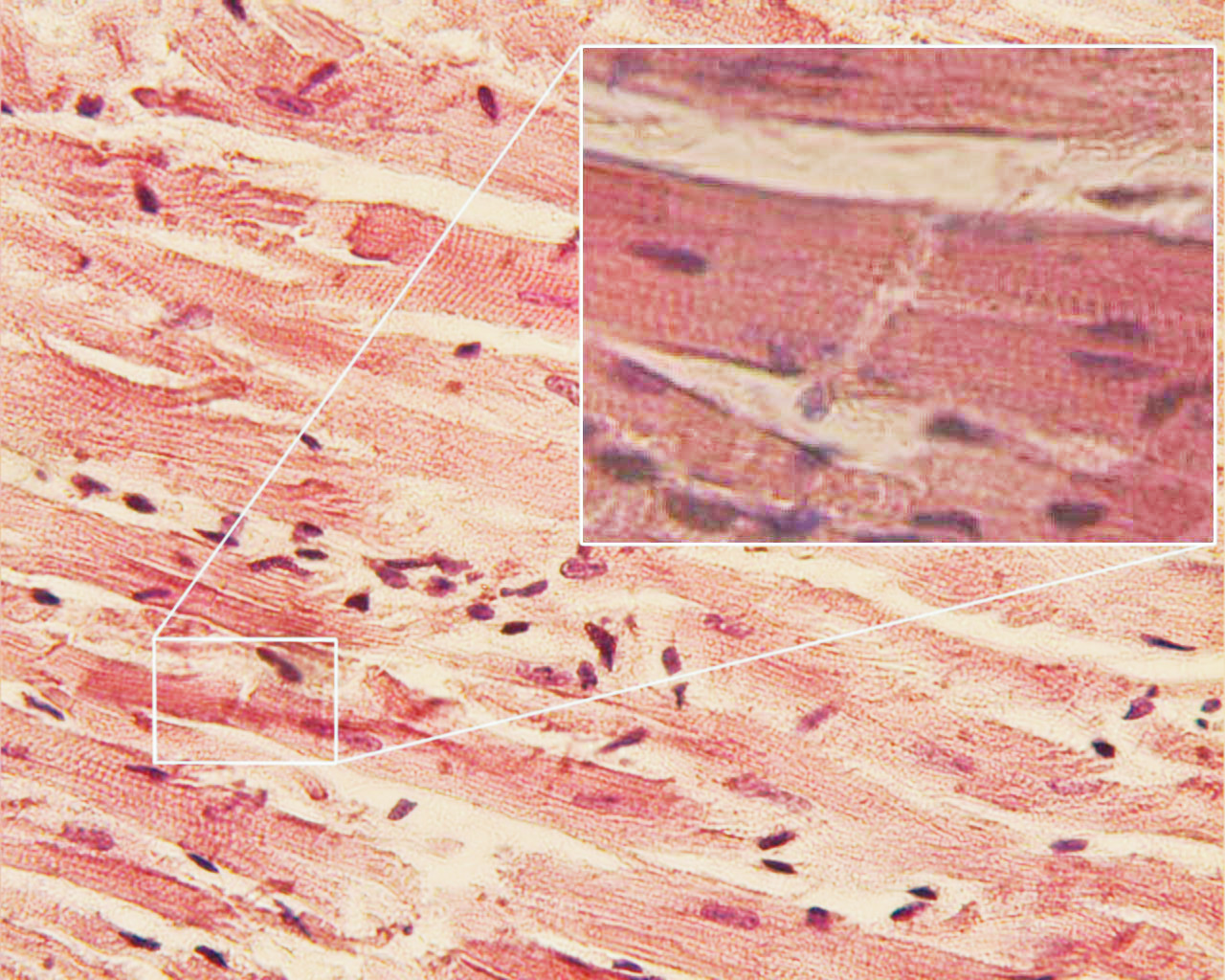
Miocardio al microscopio

Il miocardio è la componente muscolare del cuore, che ne costituisce le pareti e lo fa funzionare come una pompa. È composto per il 70% da fibre muscolari, mentre il restante 30% è costituito principalmente da tessuto connettivo e da vasi.

## Analisi generale del muscolo cardiaco
È fondamentale un'analisi del tessuto muscolare cardiaco per capire a fondo le funzionalità e le peculiarità del cuore inteso come muscolo.
Come accennato, il miocardio (il muscolo cardiaco) si presenta come un ibrido dei due tessuti muscolari presenti nel corpo umano; riconosciamo, infatti, caratteristiche appartenenti al tessuto muscolare scheletrico (tessuto muscolare striato) e altre caratteristiche del tessuto muscolare liscio. Fondendo insieme caratteristiche di entrambi i tessuti, il cuore può raggiungere le migliori prestazioni per quanto riguarda la sua funzione di pompa.
È indispensabile, quindi, un'accurata analisi dei tessuti muscolari liscio e striato per poi poter capire come e perché è costituito il miocardio.

### Il tessuto muscolare striato
Questo tessuto è responsabile della locomozione delle varie parti del corpo e, per questo motivo, è anche chiamato tessuto muscolare scheletrico.
Le cellule muscolari sono allungate e fusiformi, sono circondate dalla membrana che è detta in questo caso sarcolemma, il nucleo è cilindrico e all'interno del citoplasma, denominato sarcoplasma, possiamo notare una striatura longitudinale dovuta al materiale contrattile della fibra, le miofibrille. Ogni fibra muscolare contiene fino a molte migliaia di miofibrille. A loro volta queste contengono circa 1500 filamenti di miosina e 3000 di actina: sono questi filamenti i veri responsabili della contrazione muscolare. I filamenti di miosina e actina sono tra loro interdigitati, per questo al microscopio notiamo che le miofibrille presentano bande più chiare (che contengono actina) e bande più scure (che invece contengono miosina). L'unione di queste due bande porta alla tipica striatura.
Oltre alla caratteristica struttura, il tessuto striato ha particolarità molto importanti da prendere in considerazione:
- contrazione rapida e potente (notiamo, infatti, un grande numero di mitocondri all'interno del sarcoplasma)
- contrazione volontaria e dipendente dall'innervazione motoria (in assenza di stimolazione nervosa, il muscolo striato non può contrarsi da solo, fatta eccezione per i riflessi, ovvero movimenti stereotipati involontari)
- contrazione che non avviene per il muscolo in toto, ma che si sviluppa di fibra in fibra portando ad una contrazione che non è contemporanea per tutto il muscolo (si dice che il muscolo striato non si comporta come un sincizio funzionale, non si comporta cioè come se fosse un'unica cellula).

### Il tessuto muscolare liscio
Il tessuto muscolare liscio è principalmente responsabile della muscolatura degli organi cavi, è costituito dalle stesse unità che compongono il tessuto scheletrico: le cellule sono fusiformi, il nucleo è centrale, ma i miofilamenti sono disposti in maniera irregolare e per questo motivo non notiamo le striature che caratterizzano il muscolo scheletrico.
Per quanto riguarda l'attività del muscolo liscio notiamo molte differenze rispetto al tessuto analizzato in precedenza:
- contrazione lenta e meno energica, ma possibilità di mantenimento della contrazione per tempi maggiori del muscolo scheletrico (o striato).
- contrazione involontaria: il muscolo può contrarsi per innervazione del sistema nervoso autonomo o sotto stimolo ormonale; da questo punto di vista è rilevante anche l'azione nervosa, che agisce come modulatore della frequenza delle contrazioni.

### Caratteristiche del tessuto cardiaco
Come anticipato, nel tessuto muscolare cardiaco sono presenti analogie con entrambi i tessuti muscolari appena visti.
Come il tessuto striato:
- assicura un'azione potente e rapida, in grado di assicurare a tutti gli organi e tessuti l'apporto di sangue
- presenta le caratteristiche striature del tessuto muscolare scheletrico.
- presenta cellule ben distinte tra loro, quindi non si può considerare un sincizio anatomico (anatomicamente non possiamo considerarlo come un'unica fibra)

Come il tessuto liscio:
- è un muscolo che non dipende dalla nostra volontà
- allo stimolo elettrico si comporta contraendosi come un'unica fibra, per questo è da considerarsi come un sincizio funzionale.

All'interno di questo tipo di tessuto, che è denominato miocardio comune, e che costituisce in massima parte la struttura cardiaca (90% circa), troviamo delle strutture muscolari distinte, sia anatomicamente che fisiologicamente, che vengono dette miocardio specifico. A queste ultime spetta il compito di formare il sistema di conduzione cardiaca, il quale fa propagare la stimolazione elettrica.

## Miocardio comune
È costituito da uno scheletro fibroso (scheletro del cuore) al quale sono ancorate lamine di tessuto muscolare (miocardio). Il miocardio quindi costituisce il vero e proprio muscolo cardiaco, sia nella parte atriale (più sottile), che nella parte ventricolare (più spessa), sia nella parte destra che in quella sinistra (il ventricolo sinistro è circa 7 volte più potente dell'altro). La peculiarità del tessuto miocardico è quella di essere costituito da tessuto muscolare striato involontario, un tipo di muscolo che è una via di mezzo tra muscolo involontario liscio (si tratta di un tessuto che agisce involontariamente, come la muscolatura dello stomaco) e muscolo volontario striato (è un tessuto che agisce in maniera volontaria, come i muscoli degli arti). A differenza del tessuto muscolare liscio, però, il miocardio non è innervato, ma si contrae grazie al rilascio di cationi di calcio Ca2+ da parte di canali ionici tensione-dipendenti presenti presso i tubuli T del reticolo sarcoplasmatico.
Il muscolo è formato da cellule con le proteine contrattili semi-organizzate (più organizzate dei muscoli lisci, ma meno di quelli striati). I cardiomiociti sono cellule mononucleate nel cuore giovane (differentemente dal sincizio del tessuto muscolare scheletrico) e binucleate nel cuore maturo. Sono grandi e cilindriche, con una lunghezza media di 80 micron ed un diametro medio di circa 15 micron.

## Miocardio specifico
Sulla parete posteriore del cuore, tra atrio destro e vena cava, c'è un gruppo di cellule (nodo senoatriale o di Keith-Flack) che è in grado di depolarizzarsi, generando uno stimolo motore che si diffonde per le fibre del fascio di His, si estende alle Fibre di Purkinje e porta alla contrazione cardiaca. L'impulso elettrico creato dal nodo senoatriale giunge ad un secondo nodo, il nodo atrio-ventricolare, che ha la funzione di rallentare il suddetto impulso, in modo da contrarre i ventricoli qualche frazione dopo gli atri.
Il cuore è raggiunto dal nervo vago (nervo cranico del sistema viscerale) ed è bersaglio d'alcuni ormoni. Questi (adrenalina e noradrenalina  soprattutto) possono accelerare il cuore oppure frenarlo, in accordo con le necessità dell'organismo.  All'aumentare della potenza d'ogni singolo battito, cala il numero di pulsazioni.

## Alterazioni del battito del cuore
Il cuore può andare incontro ad accelerazioni e rallentamenti momentanei e fisiologici: ad esempio, se ci si mette a correre, il cuore batte più in fretta per dare nutrimento ed ossigeno sufficiente ai muscoli; mentre quando si dorme, il fabbisogno d'ossigeno e sostanze nutrienti e proteiche cala, per cui il cuore rallenta il battito. Se invece, il cuore accelera i battiti, sebbene l'organismo sia a riposo e non è spaventato o in ansia, o li rallenta si può parlare di una vera e propria malattia cardiaca, identificata come aritmia cardiaca. Se non diagnostica in tempo (con l'elettrocardiogramma), può condurre all'infarto o all'angina pectoris.
Il battito cardiaco massimo si calcola sottraendo la propria età a 220, se si è maschi, oppure a 210, se si è femmine; mentre il minimo dipende dalla potenza del battito cardiaco. Normalmente il cuore di un individuo adulto sano a riposo, dovrebbe pulsare almeno 60 volte in un minuto. Questo valore può calare di molto negli sportivi, dove un allenamento fisico costante può aumentare lo sviluppo del miocardio e quindi la portata cardiaca. In queste condizioni, si può arrivare senza fatica ad un battito di 40bpm a riposo.
Si parla di aritmia se i battiti sono irregolari.